# Winfried Menrad
Winfried Menrad (ur. 10 lutego 1939 w Schwäbisch Gmünd, zm. 26 sierpnia 2016) – niemiecki polityk, poseł do Parlamentu Europejskiego III, IV i V kadencji.

## Życiorys
Z wykształcenia ekonomista i handlowiec. Pracował w administracji i szkolnictwie. Wstąpił do Unii Chrześcijańsko-Demokratycznej. Przez wiele lat zasiadał w sejmiku powiatowym w Schwäbisch Hall, w którym przewodniczył klubowi radnych CDU. Kierował też okręgowymi strukturami organizacji Christlich-Demokratische Arbeitnehmerschaft, związanego z tą chadecją stowarzyszenia pracowniczego.
W 1989, 1994 i 1999 z listy Unii Chrześcijańsko-Demokratycznej uzyskiwał mandat deputowanego do Parlamentu Europejskiego. Był m.in. członkiem grupy chadeckiej oraz wiceprzewodniczącym Komisji Zatrudnienia i Spraw Socjalnych w IV i V kadencji PE, w którym zasiadał do 2004.